# Stadio Mohammed bin Zayed
Lo stadio Mohammed bin Zayed è uno stadio della città di Abu Dhabi, negli Emirati Arabi Uniti, intitolato allo sceicco Mohammed bin Zayed Al Nahyan.
Inizialmente la sua capienza era 15.000 posti, ma attualmente può contenere 42 056 spettatori.
Viene utilizzato principalmente per calcio, essendo lo stadio di casa per l'Al-Jazira Club.
Nel 2003 ha ospitato alcune partite del mondiale di calcio Under-20, mentre nel 2007 ha ospitato la Coppa del Golfo. Nel 2009 e nel 2010 viene utilizzato per alcuni incontri della coppa del mondo per club. Nel 2019 ha ospitato alcune partite della Coppa d'Asia.

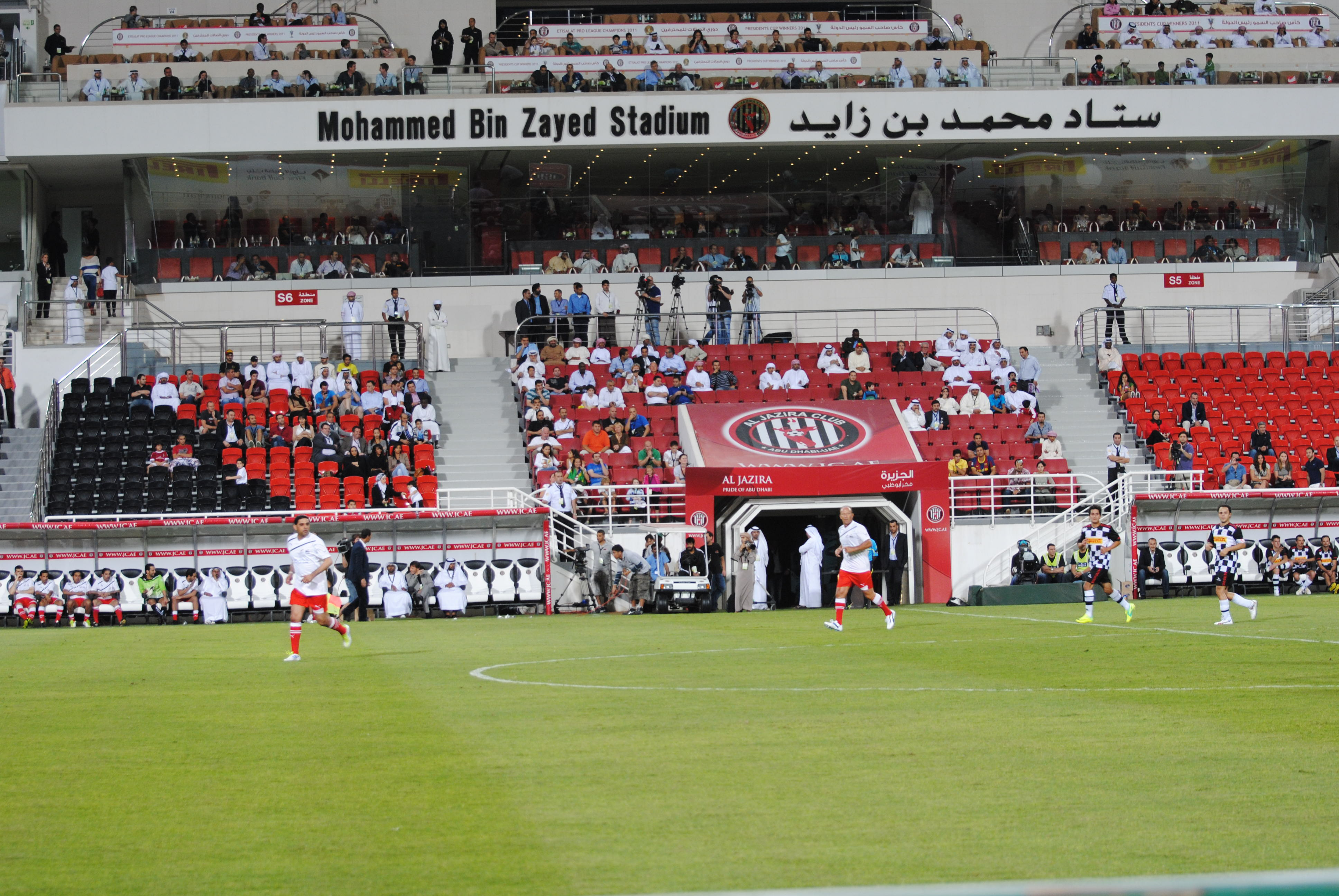
Lo stadio nel gennaio 2012.

## Incontri di rilievo

### Coppa del mondo per club FIFA 2009
| Arbitro: | Carlos Simon |

|                           |           |  |
| Dickinson 45’ Coombes 67’ | Marcatori |  |

| Arbitro: | Peter O'Leary |

|          |           |                  |
| Bedi 28’ | Marcatori | 50’ 78’ Denilson |

| Arbitro: | Roberto Rosetti |

|              |           |                   |
| Denilson 71’ | Marcatori | 45+2’ 53’ Benítez |

### Coppa del mondo per club FIFA 2010
| Arbitro: | Daniel Bennett |

|                               |           |  |
| Hugo 40’ Baiano 44’ Jumaa 71’ | Marcatori |  |

| Arbitro: | Yūichi Nishimura |

|          |           |  |
| Bedi 21’ | Marcatori |  |

| Arbitro: | Björn Kuipers |

|                            |           |  |
| Kabangu 53’ Kaluyituka 86’ | Marcatori |  |

### Coppa del mondo per club FIFA 2021
| Arbitro: | Mustapha Ghorbal |

|                                                     |           |                  |
| Al-Ameri 5’ A. Al-Attas 25’ Kosanović 41’ Diaby 63’ | Marcatori | 48’ (aut.) Rabii |

| Arbitro: | César Arturo Ramos |

|                                                                                  |           |           |
| Ighalo 36’ Pereira 40’ Kanno 57’ Al-Dawsari 77’ Marega 88’ Carrillo 90+2’ (rig.) | Marcatori | 14’ Diaby |

| Arbitro: | César Arturo Ramos |

|  |           |            |
|  | Marcatori | 32’ Lukaku |

| Arbitro: | Chris Beath |

|                                |           |                  |
| Lukaku 54’ Havertz 117’ (rig.) | Marcatori | 64’ (rig.) Veiga |